# 유엔 여성기구
유엔여성기구(UN Women)는 남녀평등과 여성 역량 강화를 위해 2010년 설립된 유엔 기구이다.
유엔여성기구는 유엔회원국이 남녀평등 달성을 위한 국제적 기준을 마련하고, 정부 및 시민 사회가 협력하여 이런 기준을 효과적으로 준수하는 데 필요한 법과 규제를 개선하고, 전 세계 여성이 진정으로 영향력을 발휘하는 데 필요한 정책, 프로그램, 서비스를 만들기 위한 노력을 지원한다.
유엔여성기구는 지속가능개발목표(SDGs)의 비전을 모든 여성의 삶에서 실현하고 여성의 동등한 참여를 지지하고자 네 가지 전략적 과제에 집중한다.
1. 거버넌스 및 공적 생활 참여: 여성이 의사 결정에 완전하고 동등하게 참여할 수 있으며, 성인지적인 법, 정책, 예산, 서비스, 또한 책임성 있는 기관으로부터 동일한 혜택을 받을 수 있다.
2. 여성의 경제적 권한 강화: 여성이 소득의 안정성, 좋은 일자리, 경제적 자율성을 누린다.
3. 여성에 대한 폭력 종식: 여성이 모든 종류의 폭력으로부터 자유로운 삶을 누린다.
4. 여성, 평화, 안전, 인도주의적 활동과 재난 위험 경감: 여성이 지속가능한 평화와 재난 회복력을 구축하는 일에 기여하고 더 큰 영향력을 발휘하며, 자연 재해 및 분쟁 방지와 인도주의적 활동으로부터 동등한 혜택을 받는다.

유엔여성기구는 2030 어젠다와 관련된 모든 고려 사항과 협약에서 유엔 시스템의 성평등 증진 활동을 조율하고 장려하며, 성평등을 지속가능개발목표의 핵심 요소로 만들고 보다 포용적인 세상을 만들기위해 노력한다.

## 역사
유엔은 전 세계적으로 성평등을 증진하기 위한 노력을 위한 자금 부족과 관련 활동을 지휘할 단일한 주체가 없는 등의 어려운 상황에 놓여있었다.
2010년 7월 2일, 유엔 총회는 이러한 문제를 해결하기 위해 성평등과 여성역량강화를 위한 유엔 기구인 유엔여성기구를 설립했다. 이를 통해 유엔 회원국들은 성평등과 여성역량강화에 대한 유엔의 목표를 가속하고자 했다. 유엔여성기구의 설립은 유엔 개혁 아젠다(UN reform agenda)의 일환으로 더 큰 영향력을 발휘하기 위해 자원과 권한을 한데 모으는 과정에서 이루어졌으며, 성평등과 여성역량강화에 초점을 맞추던 유엔 체제 내 4개 부서를 통합하면서 설립되었다.
- 여성지위향상국 (Division for the Advancement of Women, DAW, 1946년 설립)
- 여성지위향상을 위한 국제여성연구훈련원 (International Research and Training Institute for the Advancement of Women, INSTRAW, 1976년 설립)
- 사무총장 특별 자문관실 (Office of the Special Adviser on Gender Issues and Advancement of Women, OSAGI, 1997년 설립)
- 유엔여성개발기금 (United Nations Development Fund for Women, UNIFEM, 1976년 설립)

당시 반기문 사무총장은 유엔여성기구의 설립을 축하하는 성명에서 "전 세계 여성과 여아를 위해 중요한 진전을 이뤄낸 회원국들에게 감사드린다. 유엔여성기구는 전 세계에서 성평등을 촉진하고 기회를 확대하며 차별을 해소하기 위한 유엔의 노력을 크게 강화할 것입니다."라고 말했다.

### 유엔여성기구 사무소
본부는 미국 뉴욕에 있으며 전 세계적으로 사무소가 있다. (알파벳 순서) 
- 연락사무소: 제네바, 일본, 워싱턴, 아프리카연합, 유럽연합, 북유럽(Nordic), 걸프협력이사회(GCC)
- 아프리카
  - 동아프리카, 남아프리카 지역 사무소: 브룬디, 에티오파아, 케냐, 말라위, 모잠비크, 르완다, 소말리아, 남아프리카, 남수단, 수단, 탄자니아, 우간다, 짐바브웨
  - 서아프리카, 중앙 아프리카 지역 사무소: 카메룬, 코트디부아르, 콩고민주공화국, 라이베리아, 말리, 나이지리아, 시에라리온
- 아메리카/카리브 지역 사무소: 볼리비아, 브라질, 카리브제도(Caribbean Multi-Country Office), 콜롬비아, 에콰도르, 엘살바도르, 과테말라, 아이티, 멕시코, 파라과이
- 아랍/북아프리카 지역 사무소: 이집트, 이라크, 요르단, 마그렙(Maghreb Multi-Country Office), 팔레스타인
- 아시아 태평양 지역 사무소: 아프가니스탄, 방글라데시, 중국, 피지(Fiji Multi-Country Office), 인도, 인도네시아, 미얀마, 네팔, 파키스탄, 파푸아 뉴기니, 스리랑카, 대한민국(Centre of Excellence for Gender Equality), 동티모르, 베트남
- 유럽/중앙아시아 지역 사무소: 알바니아, 보스니아 헤르체고비나, 조지아, 카자흐스탄, 키르기스스탄, 몰도바 공화국, 우크라이나

### 유엔여성기구 지식·파트너십 센터
유엔여성기구 지식·파트너십 센터(UN Women Knowledge and Partnerships Centre)는 한국에서 처음으로 성평등과 여성·여아의 역량 강화를 집중 전담하는 유엔 기구로, 2022년 대한민국 정부의 지원을 받아 설립되었다. 센터는 아시아태평양 지역의 지식·파트너십 허브로서 한국을 넘어 아시아태평양 지역 이해관계자들과 긴밀히 협력하고 있다. 성평등의 중요성을 강조하고 공공·민간 부문의 정책 입안자와 실무자들의 역량을 강화하는 다양한 활동을 전개한다.